# Jean-Louis Bourlanges

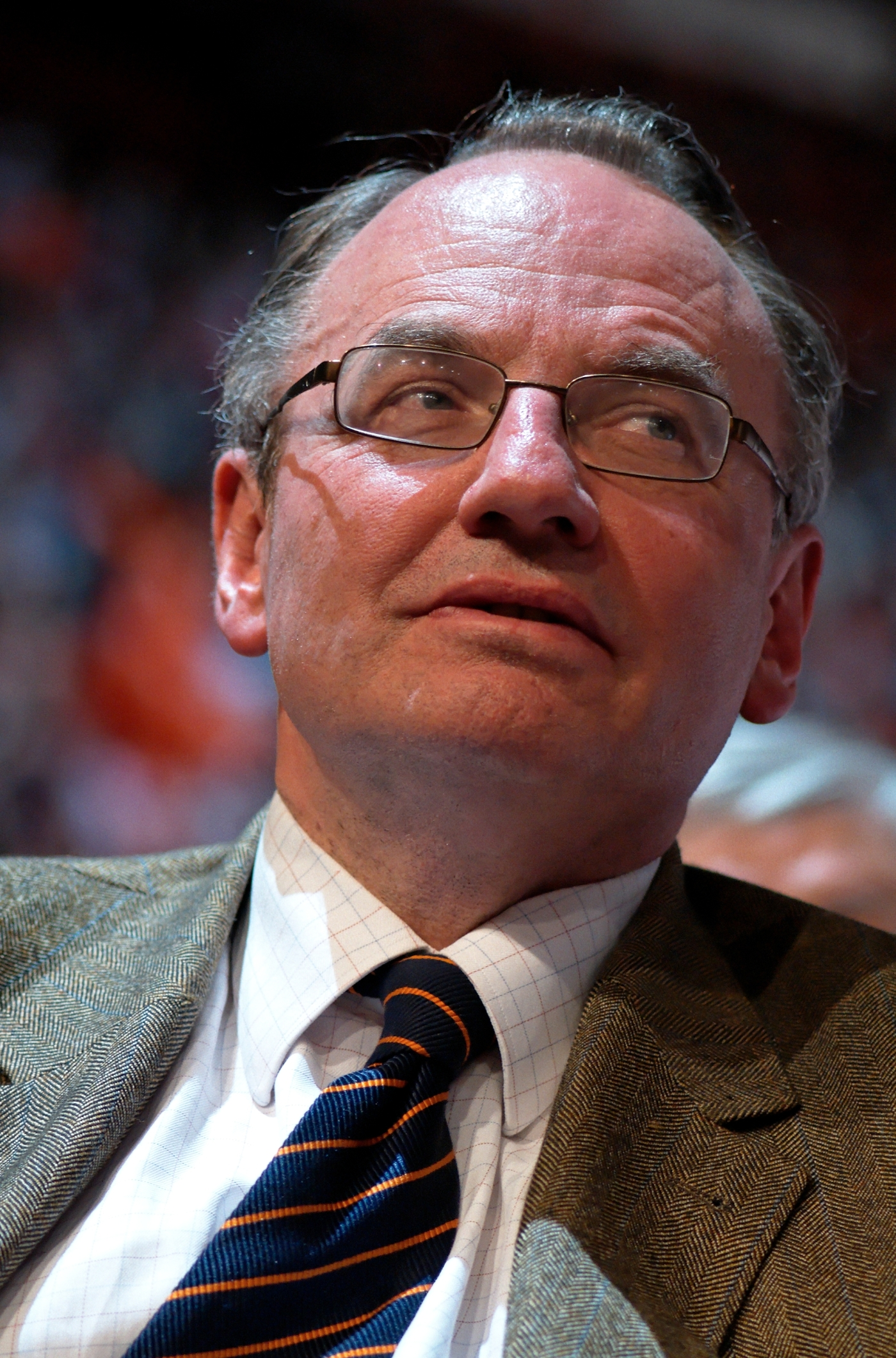
Bourlanges in 2007

Jean-Louis Bourlanges (Neuilly-sur-Seine, 13 juli 1946) is een Frans politicus en essayist. Hij heeft onder andere gewerkt als Europees gedeputeerde en als vicevoorzitter van de UDF. Daarnaast schrijft hij voor meerdere kranten en tijdschriften, waaronder France Culture. Hij is regelmatig te horen in het Franse radioprogramma L'Esprit public.

## Carrière
In 1969  studeerde hij af aan het Instituut voor Politieke Studies in Parijs.  In 1975 werd hij toegelaten tot de École nationale d'administration. Hij was een tijdlang werkzaam als docent, onder meer aan de Johns Hopkins-universiteit.
Zijn politieke carrière begon in 1983, toen hij lid werd van de gemeenteraad van Dieppe. Hij bleef dit zes jaar lang. Van 1986 tot 1998 was hij adviseur-generaal van de toenmalige regio Haute-Normandie. Van 1995 tot 1999 was hij ook voorzitter van de Europese Beweging-Frankrijk.
In 1989 werd Bourlanges voor het eerst verkozen voor het Europees Parlement, na zich kandidaat te hebben gesteld op de lijst van Simone Veil. In 1994 werd hij opnieuw gekozen op de lijst van François Bayrou en in 1999 nogmaals op de lijst van François Bayrou. Hij was er onder meer voorzitter van de Commissie begrotingscontrole (1993-94) en. In 2000 bracht hij verslag uit van de algemene EU-begroting. Vanaf 2002 was hij voorzitter van de Gemengde Parlementaire Commissie EU-Polen. In december 2007 trad hij af als Europarlementslid.
Bourlanges zat in de raad van bestuur van meerdere denktanks, zoals het Franse Notre Europe en Friends of Europe. Ook was hij lid van de Trilaterale Commissie.

## Privé
Bourlanges is getrouwd en heeft een dochter.

## Publicaties
- Droite, année zéro, Flammarion, Parijs, 1988
- Le Rendez-vous manqué de la rénovation, in L'État de l’opinion, Sofres, 1990
- Le diable est-il européen ?, Stock, Parijs, 1992

- Bibsys: 3006967
- Bibliothèque nationale de France: cb12103792r (data)
- CiNii: DA03264097
- Gemeinsame Normdatei: 110161515X
- International Standard Name Identifier: 0000 0000 3273 6793
- Library of Congress Control Number: n89644132
- Nationale Bibliotheek van Tsjechië: xx0247654
- Nederlandse Thesaurus van Auteursnamen: 138381739
- Système universitaire de documentation: 029402662
- Virtual International Authority File: 17252539
- WorldCat: E39PBJrrv8wG49xKxFtYHDCJDq